# Dinas Dinlle (Hillfort)

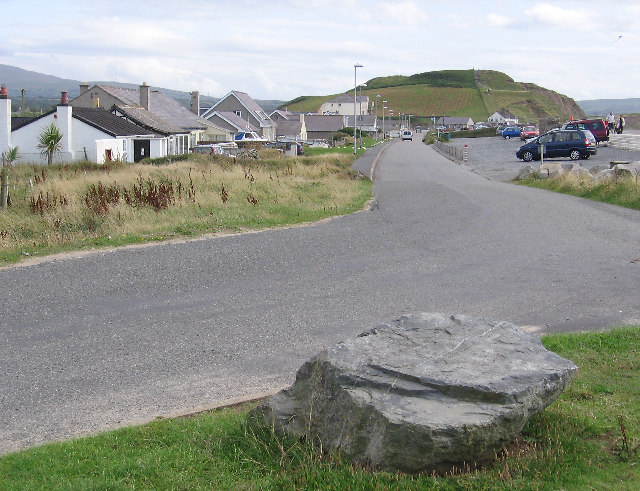
Dinas Dinlle über dem Ort.

Dinas Dinlle ist ein Hillfort aus der Eisenzeit oberhalb der gleichnamigen Ortschaft in Gwynedd im Nordwesten von Wales, mit Blick auf die Nordwestseite der Lleyn-Halbinsel und die Südwestseite von Anglesey. Das Gebiet ist ein ausgewiesener Ort von besonderem wissenschaftlichem Interesse (SSSI).
Die Klippe über dem Strand ist als Boncan Dinas bekannt und wird von dem Hillfort, das zwar küstennah liegt, aber kein Promontory Fort ist, eingenommen. Das Fort wurde allerdings durch das Meer erodiert, so dass nur der landseitige Halbkreiswall erhalten blieb. Das etwa 164 × 120 Meter messende Fort hat einen Zugang im Südwesten. Kleine Vertiefungen können die Standorte von Hütten der Eisenzeit und der Hügel könnte der Überrest eines Grabhügels sein. Funde römischer Keramik deuten auf eine Wiederbesetzung im 2. oder 3. Jahrhundert.

## Grabungsfund
Während einer archäologischen Ausgrabung wurde 2019 ein riesiges Rundhaus aus der Eisenzeit entdeckt, von dem angenommen wird, dass es etwa 2.500 Jahre alt ist. Das 13 m breite Rundhaus wurde vermutlich 1330 während eines Sandsturms von Küstensand begraben. Das gut erhaltene Rundhaus mit seinen 2,5 m dicken Mauern wurde in der Nähe des Klippenrandes freigelegt. Die Ausgrabung erfolgte, um mehr über Dinas Dinlle zu erfahren, bevor es ins Meer fällt. Münzen, die im Hillfort gefunden wurden, deuten darauf hin, dass es in der Römerzeit besetzt war.